# سونگ اون یی
سونگ اون یی (انگلیسی: Song Eun-i؛ زادهٔ ۴ ژانویهٔ ۱۹۷۳) کمدین و خواننده اهل کره جنوبی است.